# Каркинитски залив
Каркинитският залив (на руски: Каркинитский залив; на украински: Каркіні́тська зато́ка; на кримскотатарски: Karkinit körfezi, Каркинит корьфези) е залив в северната част на Черно море, между северозападните брегове на полуостров Крим и континента, в Република Крим на Русия и Херсонска област на Украйна. Вдава се навътре в сушата на 118,5 km. Ширина на входа от сгт Лазурное на север до нос Прибойни на юг 75 km. Дълбочина в западната част до 36 m, в източната до 10 m. В северната му част е разположен остров Джарългач, а на североизток дълбоко в сушата се вдава Перекопския залив. В най-източната му част се влива река Чатърлък. В сурови зими замръзва. Главни пристанища са: Скадовск и Хорли в Херсонска област и Черноморское в Крим.